# ISO 10008
La norma ISO 10008 "Quality management -- Customer satisfaction -- Guidelines for business-to-consumer electronic commerce transactions, " in italiano "Gestione per la qualità - Soddisfazione del cliente - Linee guida per le transazioni di commercio elettronico business-to-consumer", è una norma internazionale che fornisce una guida per pianificazione, progettazione, sviluppo, attuazione, mantenimento e miglioramento di un efficace ed efficiente sistema per transazioni di commercio elettronico business-to-consumer (B2C ECT - Business-to-Consumer Electronic Commerce Transactions) all'interno di un’organizzazione.
Essa è applicabile a qualsiasi organizzazione impegnata, o che pianifica di impegnarsi attivamente, in una transazione di commercio elettronico business-to-consumer, indipendentemente dalla sua dimensione, tipo e attività.

## Storia
La ISO 10008 è stata sviluppata dall'ISO/TC 176/SC3 Supporting technologies, ed è stata pubblicata per la prima volta nel giugno 2013. in Italia è stata recepita a febbraio 2016 come UNI ISO 10008.
L'ISO/TC 176/SC3 è stato costituito nell'anno 1989.

## Principali requisiti della norma
La ISO 10004 adotta uno schema in 8 capitoli nella seguente suddivisione:
- 1 Scopo
- 2 Norme di riferimento
- 3 Termini e definizioni
- 4 Principi guida
- 5 Sistema per transazioni di commercio elettronico business-to-consumer
- 6 Processi di singola fase
- 7 Processi di multi fase
- 8 Mantenimento e miglioramento